# Deniz Uğur
Deniz Uğur (Ankara, 17 de octubre de 1973) es una actriz y guionista turca.

## Carrera
Uğur se graduó en el Departamento de Ballet del Conservatorio de la Universidad de Estambul, tras haber realizado los exámenes de educación superior, obteniendo su título en 1995. Antes de graduarse interpretó el papel principal en Görünmeyen Dostlar con Şükran Güngör y Kadriye Kenter en el Teatro Kenter, y comenzó su carrera profesional en el teatro. Llamó la atención con la comedia Çetin Ceviz interpretando el papel principal con Cihan Ünal y Nevra Serezli.
Ha aparecido además en varias producciones para cine y televisión, entre las que destacan El secreto de Feriha, Bana Şans Dile y Yalan Dünya. También se ha desempeñado como actriz de voz y dobladora.

## Filmografía

### Cine, televisión y teatro
- 2021 Börü 2039 (serie web)
- 2020 Kırmızı Oda (serie)
- 2019 Zalim İstanbul (serie)
- 2018 İnsanlık Suçu (serie)
- 2017–2018 Kırgın Çiçekler (serie)
- 2015–2016 Frankenstein (teatro)
- 2015 Guguk Kuşu (teatro)
- 2015 Aşk Zamanı (cine)
- 2015 Kara Kutu (cine)
- 2015 Detay (cine)
- 2013–2014 Umutsuz Ev Kadınları (serie)
- 2014 Gulyabani (cine)
- 2013–2014 Huysuz Müzikali (teatro)
- 2012 Adını Feriha Koydum Emir'in Yolu (serie)
- 2012 Bu Son Olsun (cine)
- 2011 Adını Feriha Koydum (serie)
- 2008 Paramparça Aşklar (serie)
- 2007 Baba Oluyorum (serie)
- 2007 Ertelenmiş Hayatlar (serie)
- 2006 Hayatım Sana Feda (serie)
- 2006 Sahte Prenses (serie)
- 2005 Yağmur Zamanı (serie)
- 2004 Zümrüt (serie)
- 2001–2002 Benimle Evlenir Misin? (serie)
- 2001 Bana Şans Dile (serie)
- 2000 Mert Ali 1-2 (telefilme)
- 2000 Yalan Dünya (serie)
- 1999 Kurtlar Sofrası (serie)
- 1998 Güldüren Cazibe (serie)
- 1996 Bir Erkeğin Anatomisi (cine)
- 1995 Çetin Ceviz (teatro)
- 1993 Yaz Evi (serie)
- 1993 Görünmeyen Dostlar (teatro)